# Daniel McMahon
Daniel Francis McMahon (ur. 16 lutego 1890 w Nowym Jorku, zm. 20 września 1927 tamże) – amerykański strzelec, olimpijczyk.
McMahon wystąpił na Letnich Igrzyskach Olimpijskich 1912 w jednej konkurencji. Zajął 37. miejsce w trapie, osiągając piąty rezultat wśród amerykańskich strzelców (mimo tego w zawodach drużynowych nie wystartował).
Z zawodu był prawnikiem. Był synem Daniela McMahona – przez krótki czas przewodniczącego Tammany Hall. Po jego śmierci Daniel odziedziczył duży majątek, który wtedy był warty ponad milion dolarów. Prowadził jednak rozrzutny tryb życia. Gdy umierał w wieku 37 lat, stracił niemal wszystkie posiadane pieniądze. Jako przyczynę śmierci podano ostry alkoholizm i zatrucie bromkami.

## Wyniki

### Igrzyska olimpijskie
| Igrzyska       | Konkurencja | Wynik           | Miejsce | Źródło |
| -------------- | ----------- | --------------- | ------- | ------ |
| Sztokholm 1912 | Trap        | 36 pkt. (15–21) | 37      | [ 1 ]  |